# Pulo U (Tanah Luas)
Pulo U is een bestuurslaag in het regentschap Aceh Utara van de provincie Atjeh, Indonesië. Pulo U telt 277 inwoners (volkstelling 2010).